# Vittorio Angius
Vittorio Angius (Càller, 11 de juny de 1797 - Torí, 19 de març de 1862) fou un sacerdot, periodista i escriptor sard. Pertanyia a una família benestant i va ingressar als Escolapis, amb els quals fou nomenat prefecte el 1829 i professor de retòrica a la Universitat de Sàsser. Com a escriptor, va tenir algun èxit i va compondre novel·les, contes, poemes, himnes i poemes.
Tanmateix, sovint la qualitat del seu treball no va estar a l'altura del seu compromís, moltes tesis només s'esbossen i algunes eren totalment infundades degut al fet que va cometre l'error d'utilitzar la falsa Carta d'Arborea. Però el seu esforç va donar els seus fruits quan es va decidir a treballar amb Goffredo Casalis al Dizionario geografico-storico-statistico-commerciale degli Stati di SM il Re di Sardegna. En aquesta obra Angius s'encarregà de tota la secció que fa referència a Sardenya, i del 1832 al 1848 va incloure totes les viles i pobles, llegendes i creences.
El 1838 va fundar La Biblioteca sarda, el primer diari científic-literari de Sardenya, i el 1840 va treballar al Promotore i a Meteora. El 1842 va abandonar el sacerdoci i esdevingué diputat a la I i IV legislatura a la Cambra del Regne, encara que els resultats no van ser gaire espectaculars, i no fou gaire apreciat pels seus col·legues a causa de les seves posicions conservadores i pels seus excessos polèmics.
També fou autor del text del Cunservet Deus su Re (S'hymnu sardu nationale), l'himne del Regne de Sardenya, que fou tocat per primera vegada a Càller al teatre cívic el 20 de febrer de 1844. Tanmateix, va morir pobre i oblidat a Torí el 1862.

## Obres
- Corografia antica della Sardegna, sistema stradale dell'epoca romana, “Biblioteca sarda”.
- Riviste del Bollettino milanese di notizie statistiche ed economiche, d'invenzioni e scoperte..., Torino, s.n., 1834.
- Alla nobilissima madamigella d. Giovannina Berlinguer-Manca di Sassari: epistola di Balanio Niceta s.d.a.t. intorno al libello intitolato lettera ad un amico..., Cagliari, Stamperia Arcivescovile, 1835.
- De laudibus Leonorae Arborensium Reginae oratio quam in Turritana Academia inter solemnia studiorum auspicia die 4 novembris anni 1835 habuit Victorius Angius, Carali, Ex typis Monteverde, 1839.
- Notizie statistiche-storiche dei quattro Giudicati della Sardegna, Torino, Cassone e Marzorati, 1841.
- Cronografia del Logudoro dal 1294 al 1841 preceduta dalla descrizione degli antichi dipartimenti del regno, Torino, Cassone e Marzorati, 1842.
- Leonora d'Arborea, programma d'associazione, Torino, 1844.
- Leonora d'Arborea o scene sarde gli ultimi lustri del sec. XIV, trad. dal sardo di V. Angius, Torino, Tipografia G. Cassone, 1847.
- Riflessioni di Vittorio Angius intorno alle considerazioni politiche ed economiche sulla Sardegna di Carlo Baudi di Vesme, Torino, Tipografia G. Cassone, 1848.
- Poche parole in risposta a un libro, o Considerazioni sul progetto del L. T. Generale Alberto Della Marmora di una nuova, radicale ed unica circoscrizione territoriale della Sardegna, [Torino], Tipografia G. Cassone, [[[1851]]?].
- Geografia, storia e statistica dell'Isola di Sardegna, voll. XVIII bis, XVIII ter, XVIII quater, in G. Casalis, Dizionario geografico-storico-statistico-commerciale degli Stati di S.M. il Re di Sardegna, Torino, Maspero e Marzorati, 1853.
- L'8 maggio del 1853 in Torino: versi, Torino, Tipografia G. Cassone, 1853.
- Cenni sulla lingua dei Sardi scritta e parlata, Torino, Tipografia G. Marzorati, 1855.
- La presa di Sebastopoli, Torino, Tipografia G. Cassone, 1856.
- Novena in onore di Sant'Efisio, Cagliari, Tipografia dell'Avvenire di Sardegna, 1879.
- Novena in onore di Sant'Efisio, Cagliari, Tipografia Nazionale, 1882.
- Hymnu sardu nationali: (inno Sardo Nazionale) / parole del dott. V. Angius, Milano, M. Aromando, [1926]; 1930; 1936.
- Hymnu sardu nationale (1843): [per canto e pianoforte] / parole di G. Vittorio Angius, Roma, Edizioni De Santis, 1932.
- Sassari: voce per il Dizionario geografico, storico, statistico, commerciale degli Stati di s.m. il Re di Sardegna, Sassari, Chiarella, 1984.
- Dizionario geografico, storico, statistico, commerciale degli stati di Sua Maestà il re di Sardegna, Sassari, Archivio fotografico sardo, 2000.
- G. Casalis-V. Angius, La Sardegna paese per paese, Cagliari, L'Unione sarda, 2004-2005.